# 14 Herculis b
14 Herculis b es un planeta extrasolar en órbita alrededor de 14 Herculis. Basándose en su masa, lo más probable es que sea un gigante gaseoso de aproximadamente el mismo tamaño que Júpiter pero mucho más pesado. Fue descubierto en 1998 por el equipo de Búsqueda de Planetas Extrasolares de Ginebra. En el momento de su descubrimiento era el planeta extrasolar con el período orbital más largo, aunque desde entonces se han descubierto otros planetas con períodos mayores.

## Descubrimiento
Como la mayoría de los planetas extrasolares conocidos, 14 Herculis b fue detectado mediante la medición de las variaciones de la velocidad radial de su estrella como resultado de la gravedad del planeta. Se logró mediante medidas precisas del efecto Doppler del espectro de 14 Herculis. Anteriormente a este descubrimiento, otra posible explicación de anteriores mediciones del efecto Doppler era que se trataba de una binaria espectroscópica.

## Órbita y masa
Medidas preliminares hechas por el satélite Hipparcos sugieren que este planeta tiene una inclinación orbital de 155,3° con respecto al plano celeste, lo que implicaría una masa para el planeta de 11,1 veces la de Júpiter, cerca del límite de fusión del deuterio que algunos astrónomos usan para definir el límite entre un planeta y una enana marrón. Sin embargo, análisis posteriores sugieren que las medidas del Hipparcos no son lo bastante precisas para determinar de forma adecuada las órbitas, con lo que la inclinación orbital y la masa real permanecen desconocidas. Futuras misiones astronométricas como la sonda Gaia y la Misión de Interferometría Espacial podrán medir con la precisión suficiente la inclinación como para calcular su masa real.

## Imagen directa
Debido a la gran distancia entre el planeta y su estrella, y a la proximidad de 14 Herculis al Sol, es un candidato prometedor para obtener una imagen directa del planeta, además se ha predicho que la separación angular es grande. Sin embargo, una búsqueda realizada utilizando el telescopio de óptica adaptativa de 3,6 m de diámetro en Mauna Kea no logró capturar la imagen, sugiriendo que el objeto no era una estrella o una enana marrón, sino un planeta (objetos más masivos serían más luminosos y, por tanto, más fáciles de detectar). Futuras misiones espaciales como la New Worlds Mission podrán fotografiar directamente este planeta y determinar su radio, masa, órbita y características atmosféricas.